# Parque nacional de Nsumbu
El Parque nacional de Nsumbu (en inglés: Nsumbu National Park; también llamado Nsumbu) se encuentra en la orilla occidental del lago Tanganyika, cerca de su extremo sur, en la provincia septrentrional de Zambia. Abarca alrededor de 2000 km ² y tiene unos 80 km de la orilla del lago, incluyendo cuatro bahías (Kasaba, Kala, Nkamba y Sumbu), y la Península Nundo Head. 
Hay dos albergues activos en el Lago Tanganyika, Nkamba  (en un lodge exclusivo dentro del parque nacional Nsumbu), y la bahía de Ndole justo al norte del parque. Kasaba Bay Lodge cerró sus puertas en 2006.
Sumbu ofrece diversas actividades en tierra que se combinan con la pesca deportiva en el lago, y un hermoso paisaje.